# Trim
Trim este un oraș din comitatul Meath, Irlanda.

## Monumente
- Trim Castle⁠(en)[traduceți], monument din secolul al XII-lea
- St. Mary's Abbey, Trim⁠(en)[traduceți], ruine
- St. John's Priory, Trim⁠(en)[traduceți], ruine
- Newtown Abbey⁠(en)[traduceți], ruine

## Personalități
- Lommán of Trim (sec. al VI-lea), sfântul patron al orașului, sărbătorit pe 17 februarie